# Тильман, Соломон Маркович
Соломон Маркович Тильман (18 ноября 1919, Новозыбков, Гомельская губерния — 6 октября 1994, Москва) — советский и российский учёный-геолог, доктор геолого-минералогических наук (1970), лауреат Премии им. А. Д. Архангельского РАН (1993), заслуженный деятель науки РСФСР.

## Биография
Родился 18 ноября 1919 года в городе Новозыбков, Гомельская губерния, РСФСР.
Перед войной он окончил геолого-почвенный факультет.
Ветеран Великой Отечественной войны.
Член КПСС.
Специалист в области геологии и тектоники континентальных окраин Северо-Запада Тихого океана.
В 1960—1984 годах — организатор и заведующий лабораторией региональной тектоники Северо-Восточного комплексного научно-исследовательского института (СВКНИИ ДВНЦ АН СССР).
Работал в Институте литосферы АН СССР.
Скончался 6 октября 1994 года в Москве.

## Награды, звания и премии
- 1985 — Орден Отечественной войны II степени[4].
- 1993 — Премия имени А. Д. Архангельского РАН за работы по региональной геологии и тектонике Северо-Востока России.
- заслуженный деятель науки РСФСР.